# 约恩·汉森
约恩·汉森（丹麥語：Jørgen Hansen，1931年12月24日—1986年4月30日），丹麦男子足球运动员，司职前锋。他曾入选1960年夏季奥林匹克运动会丹麦男子足球队名单，但并未上场参赛。